# Сіль (Ужгородський район)
Сіль — село в Костринській громаді Ужгородського району Закарпатської області України. Населення становить 665 осіб.

## Географія

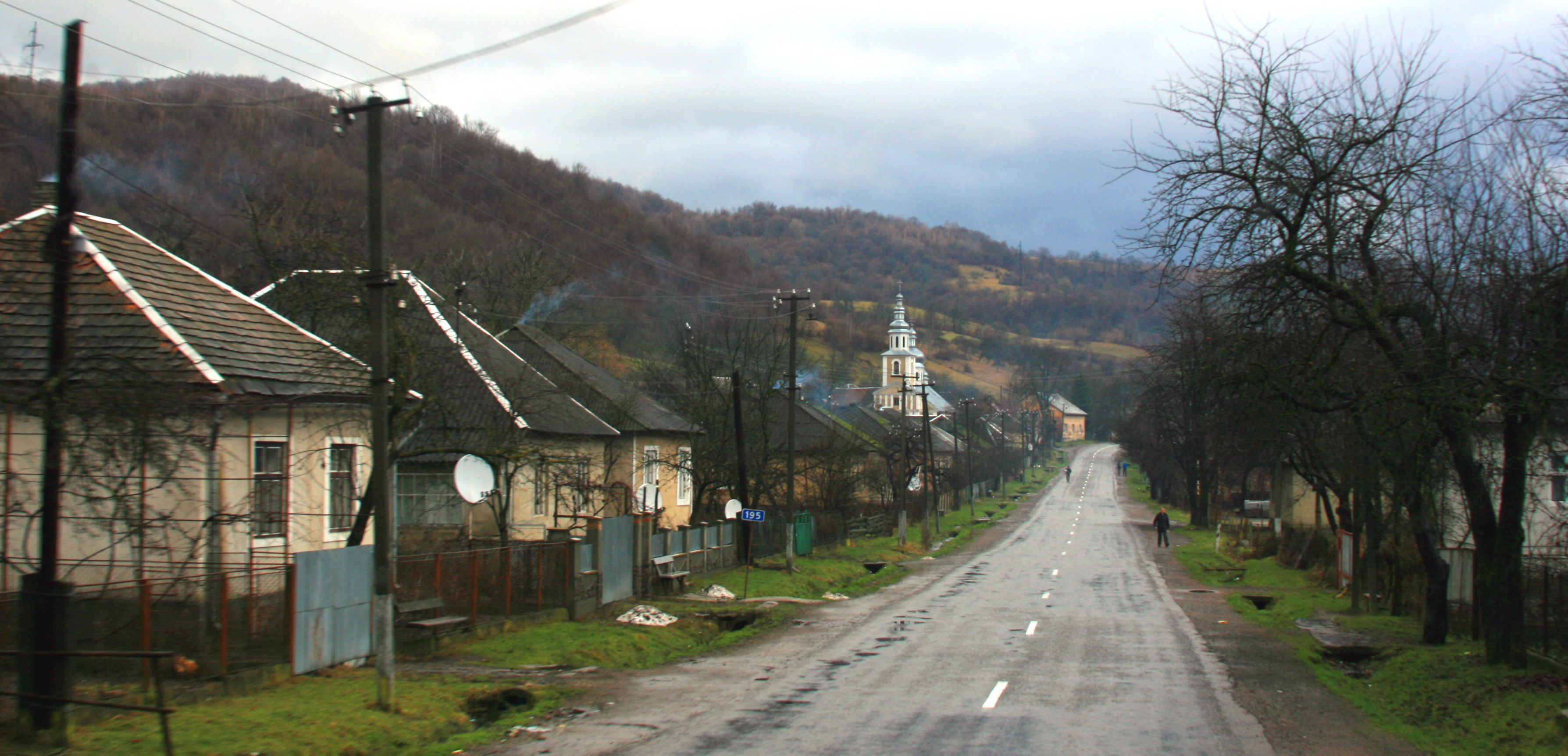
Вулиця в селі Сіль

Розташоване на правому березі річки Ужа, за 10 км від Великого Березного. У селі — залізнична станція Соля на лінії Чоп—Самбір.

## Історія
Перша згадка про Сіль відноситься до 1599 року. У 1930-х роках місцеві мешканці знайшли значні поклади солі, почали її видобувати та використовувати в господарстві. Від цього село отримало свою назву.
У 1930-1940-х роках у Солі нараховувалось 111 хат та 657 мешканців. Старостою був Федір Бобрик, нотарем Шандор Леврінц, директором школи Янош Гебель, а вчителькою Фаїна Ланг. Сільська корчма належала Ліпоту Розенбергу, а магазини Клепці Бергіду та Цудику Крайслеру. Вже тоді тут були купелі для лікування ревматизму.
У 1939—1940 роках тут діяла підпільна партійна група під керівництвом члена крайкому КПЧ І. П. Локоти. Однак угорська влада ліквідувала її. 67 місцевих жителів були арештовані, а А. М. Домище, А. А. Ленько, Н. М. Тур, Ф. Ю. Цифра й М. Ю. Шугайда страчені. 26 жовтня 1944 року Сіль була зайнята Червоною армією.
В радянський час в Солі розташовувалася центральна садиба колгоспу «Ленінськім шляхом», за яким було закріплено 3707 га сільськогосподарських угідь, у тому числі 232 га орної землі. Господарство — м'ясо-молочного напрямку, розвинене картоплярство. Діяв цех Великоберезнянського соко-винного заводу. За успіхи в розвитку сільського господарства два передовики були нагороджені орденом Трудового Червоного Прапора.
У селі є школа з інтернатом на 80 місць, де навчалося 155 дітей і працювало 18 вчителів, фельдшерсько-акушерський пункт, дитячий садок, будинок культури із залом на 360 місць, бібліотека з книжковим фондом 7,7 тис. примірників, 2 магазини, павільйон громадського харчування, відділення зв'язку, комплексний приймальний пункт райпобуткомбінату.
Відома група джерел — «Пудроссольські джерела», на базі яких колись працювали купелі.

## Населення
Згідно з переписом УРСР 1989 року чисельність наявного населення села становила 686 осіб, з яких 326 чоловіків та 360 жінок.
За переписом населення України 2001 року в селі мешкали 602 особи.

### Мова
Розподіл населення за рідною мовою за даними перепису 2001 року:
| Мова       | Кількість | Відсоток |
| ---------- | --------- | -------- |
| українська | 605       | 99.02%   |
| російська  | 4         | 0.66%    |
| білоруська | 1         | 0.16%    |
| угорська   | 1         | 0.16%    |
| Усього     | 611       | 100%     |

## Історія храм св. Василія Великого

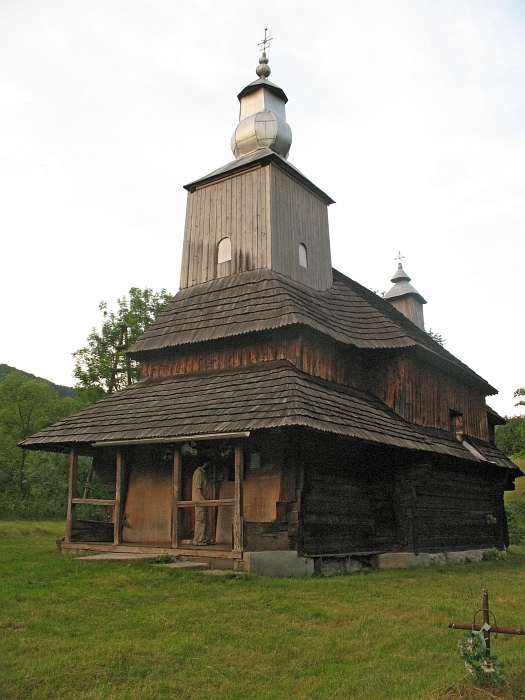
Дерев'яна церква

У селі збереглася пам'ятка архітектури національного значення — дерев'яна церква св. Василія Великого. Вона була побудована у 1700-х роках у селі Сянки (нині Львівська область), а у 1770-х роках перевезена у село Сіль. Сучасного вигляду церква набула після перебудови 1834 року.
Однією з старовинних пам'яток села є дерев'яна церква Святого Василія Великого (1703). На місці старої церкви одного разу залишилося згарище і тоді сільська громада Солі вирішила придбати у Сянках церкву. Розібрали її і без даху перевезли у Сіль, на «Горб». Вона була без турні-дзвіниці, тому у 1834 році її перебудували і таким чином вона отримала сучасний вигляд. Те місце, де стояла стара церква, невдовзі отримало назву «згарище». Фактично церква датується 1777 роком. Уже в 1792 році в Шематизмі Мукачівської греко-католицької єпархії згадується парафія села Сіль чисельністю 164 вірних, філія с. Кострина, парохом якої був Федор Герзанич. Прибуток приходу становив 10 флоринів і 30 крейцарів. Священик Герзанич згадується і в Шематизмі за 1821 рік, коли в селі було 273 вірних, 32 учні, яких вчив Микола Виля. Він був вчителем і при наступному парохові о. Георгію Легезі, який задовольняв духовні потреби понад 300 вірників протягом 1831—1864 років. При священику Йосифу Герзаничу (1888 рік) вчителем школи був Костянтин Андрашко, який залишавля навчати дітей грамоти і при о. Михайлові Ленделу (1891—1899 роки), а школу відвідувало від 50 до 80 учнів. Шематизми 1908—1915 року згадують священика о. Олександра Саксуна. Останнім греко-католицьким священиком був о. Кадар. У 1949 році церква була передана православним.
Нині духовні потреби вірників задовольняє о. Олександр Пилип. Церква має три дзвони, один з яких встановлений вчителем Іваном Пазуханичем. Великий дзвін подарований церкві вдовою Івана Гулея, вилитий на фабриці Егрі Ференца у Малих Геївцях (ХІХ ст.). Другий — на фабриці Ласло Шандора в Угорщині (1827 р.). Третій — малий був привезений з Росії. Старий іконостас храму не збережений — у 1970-ті роки його розібрали та передали десь у Росію. Іконостас і фрески зроблені на початку 1970-х років. З старого іконостасу збереглися лише «царські врата». Зберігся і кивот старого храму, престол з візантійським балдахіном.
Збережені стародруки теж доповнюють історію села, бо містять покрайні записи. Так, на «Трифологіоні» (1777 року) напис на угорській мові гласить, що книга куплена у 1860 році при парохові Василю Легезі та дякові Миколі Вельо. Апостол 1785 року містить запис латинською мовою про те, що книга належить приходу с. Сіль придбана прокуратором філії с. Стричава Михайлом Куртяком (1837 р.), та підпис Андрашка, дяка церкви. На «Мінеї» (ХУІІІ ст.), що не зберегла титульної сторінки, є запис про те, що 19 квітня 1903 в селі на Паску випав великий сніг і був великий мороз. Про те, що частина книг завезена і куплена на Львівщині, свідчать написи на «Октоїху» (1895 р. є дві книги), де вказується, що вони придбані у польському селі Сокаль у 1897 році за 30 форінтів кожна, при парохові Ленделу та дякові Андрашкові. Очевидно, що і «Тріодіон» 1783 року теж куплений у Сокалю, бо містить дату 1897 р. і підпис греко-католицького пароха Лендела. Очевидно, ці книги друковані у Львівській друкарні при храмі Успенія Пресвятої Богородиці. Збереглася ще «Тріодь Постна», без титульної сторінки, теж XVIII ст.
На території церкви знаходиться старе кладовище, на якому збереглося біля дванадцяти могил. Тут, за словами куратора церкви Івана Тура (1905—1999 рр.), за місце треба було платити. Збоку знаходиться єдиний пам'ятник, виготовлений з пісковика, у верхній частині заокруглений, з зображенням чотирипелюсткової конюшини та вази з двома гілками і написом, що тут спочиває Кіш Емма (нар. 11 листопада 1888 р. і померла 9 березня 1903 року.)
При дорозі на пішничку, що веде до церкви, стоїть бетонний хрест з Розп'ятям, який по першій світовій війні встановила дружина Івана Гулея, продавши воли. Мармуровий хрест з Розп'ятям стоїть також при вході на кладовище у нижньому кінці села. На ньому напис угорською мовою «На славу Божу. 1907 рік» та перераховано жителів села Василя Бобрика, Миколи Кочана, Миколи Тура, Юрка Ковпанича, Яноша Бабрика — Катони, Юрка Кутлика, Станка Ціпара, Яноша і Василя Ваців та Яноша Цифри.
Докладніше: Церква святого Василія Великого (Сіль)
У 2006 році в селі побудували нову церкву.

## Туристичні місця
-  храм св. Василія Великого
- група джерел — «Пудроссольські джерела», на базі яких колись працювали купелі.
- військова лінія "Лінія Арпада"